# Pyrestes haematicus
Pyrestes haematicus là một loài bọ cánh cứng trong họ Cerambycidae.